# Championnat d'Écosse féminin de volley-ball
Le Championnat d'Écosse de volley-ball féminin est la plus importante compétition nationale organisé par la Fédération écossaise de volley-ball (Scottish volleyball association, SVA), il a été créé en 1968.

## Palmarès
| Année | Champion                     | Finaliste                    | Troisième               |
| ----- | ---------------------------- | ---------------------------- | ----------------------- |
| 1969  | Motherwell                   |                              |                         |
| 1970  |                              |                              |                         |
| 1971  |                              |                              |                         |
| 1972  |                              |                              |                         |
| 1973  | Motherwell                   |                              |                         |
| 1974  | City of Edinburgh Volleyball |                              |                         |
| 1975  | Dundee                       |                              |                         |
| 1976  | City of Edinburgh Volleyball |                              |                         |
| 1977  | City of Edinburgh Volleyball |                              |                         |
| 1978  | Dundee                       |                              |                         |
| 1979  | City of Edinburgh Volleyball |                              |                         |
| 1980  | City of Edinburgh Volleyball |                              |                         |
| 1981  | City of Edinburgh Volleyball |                              |                         |
| 1982  | City of Edinburgh Volleyball |                              |                         |
| 1983  | City of Edinburgh Volleyball |                              |                         |
| 1984  | City of Edinburgh Volleyball |                              |                         |
| 1985  | City of Edinburgh Volleyball |                              |                         |
| 1986  | Kilmarnock Volleyball Club   |                              |                         |
| 1987  | City of Edinburgh Volleyball |                              |                         |
| 1988  | Kilmarnock Volleyball Club   |                              |                         |
| 1989  | City of Edinburgh Volleyball |                              |                         |
| 1990  | Kilmarnock Volleyball Club   |                              |                         |
| 1991  | Motherwell                   |                              |                         |
| 1992  | Kilmarnock Volleyball Club   |                              |                         |
| 1993  | Su Ragazzi                   |                              |                         |
| 1994  | Su Ragazzi                   |                              |                         |
| 1995  | Su Ragazzi                   |                              |                         |
| 1996  | Su Ragazzi                   |                              |                         |
| 1997  | Su Ragazzi                   |                              |                         |
| 1998  | Su Ragazzi                   |                              |                         |
| 1999  | Rucanor Jets                 |                              |                         |
| 2000  | Rucanor Jets                 |                              |                         |
| 2001  |                              |                              |                         |
| 2002  |                              |                              |                         |
| 2003  |                              |                              |                         |
| 2004  |                              |                              |                         |
| 2005  | City of Edinburgh Volleyball |                              |                         |
| 2006  | Troon Prestwick              |                              |                         |
| 2007  | Su Ragazzi                   |                              |                         |
| 2008  | Su Ragazzi                   |                              |                         |
| 2009  | Troon Prestwick & Ayr        | Rucanor Jets                 | Glasgow Mets            |
| 2010  | City of Edinburgh Volleyball | Troon Prestwick & Ayr        |                         |
| 2011  | City of Edinburgh Volleyball | Troon Prestwick & Ayr        | Edinburgh Jets          |
| 2012  | City of Edinburgh Volleyball | Troon Prestwick & Ayr        | Su Ragazzi              |
| 2013  | City of Edinburgh Volleyball | Troon Team Ayrshire          | Edinburgh Jets          |
| 2014  | Edinburgh Jets               | City of Edinburgh Volleyball |                         |
| 2015  | City of Edinburgh Volleyball | Edinburgh Jets               | QTS Troon Team          |
| 2016  | Su Ragazzi                   | City of Edinburgh Volleyball | Edinburgh Jets          |
| 2017  | Su Ragazzi                   | City of Edinburgh Volleyball |                         |
| 2018  | Su Ragazzi                   | City of Edinburgh Volleyball | Volleyball Aberdeen     |
| 2019  | City of Edinburgh Volleyball | Su Ragazzi                   | University of Edinburgh |